# Loricariichthys nudirostris
Loricariichthys nudirostris är en fiskart som först beskrevs av Kner, 1853.  Loricariichthys nudirostris ingår i släktet Loricariichthys och familjen Loricariidae. Inga underarter finns listade i Catalogue of Life.